# Renovación judía
El Judaismo Renovista o Renovación judía (en hebreo: התחדשות יהודית‎, romanizado: hitḥadeshut yehudit) es un movimiento reciente en el judaísmo que se esfuerza por revitalizar el judaísmo moderno con prácticas cabalísticas, jasídicas y musicales . Específicamente, busca reintroducir las "antiguas tradiciones judaicas de misticismo y meditación, igualdad de género y oración extática" a los servicios de la sinagoga. Es distinto del movimiento baal teshuvá de retorno al judaísmo ortodoxo.

## Visión general
El término Renovación judía describe "un conjunto de prácticas dentro del judaísmo que intentan revitalizar lo que considera un judaísmo moribundo y poco inspirador con prácticas místicas, jasídicas, musicales y meditativas extraídas de una variedad de fuentes tradicionales y no tradicionales, judías y otras. En este sentido, la renovación judía es un enfoque del judaísmo que se puede encontrar dentro de segmentos de cualquiera de las denominaciones judías ".
El término también se refiere a un movimiento judío emergente, el movimiento de Renovación Judía, que se describe a sí mismo como "un movimiento transdenominacional mundial basado en las tradiciones místicas y proféticas del judaísmo". El movimiento de renovación judía incorpora puntos de vista sociales como el igualitarismo, el ambientalismo y el pacifismo .
El rabino de la Renovación Judía Barbara Thiede escribe:

La renovacion judia acogerá con alegría la música, la meditación, el canto, el yoga y la narración de historias en la práctica del judaísmo. Jewish Renewal lee la Torá como nuestro desafío más profundo y nuestro regalo más preciado ... Jewish Renewal se trata de aprender el por qué y no solo el cómo. Se trata de sondear las profundidades del por qué para que podamos escuchar nuestras voces privadas y piadosas de la verdad ... Ideas, textos, tradición: comprensión judía entrelazada en una dulce red de vida con tanta claridad que podría desentrañar la enseñanza tan fácilmente como Podría desabrochar una bota."

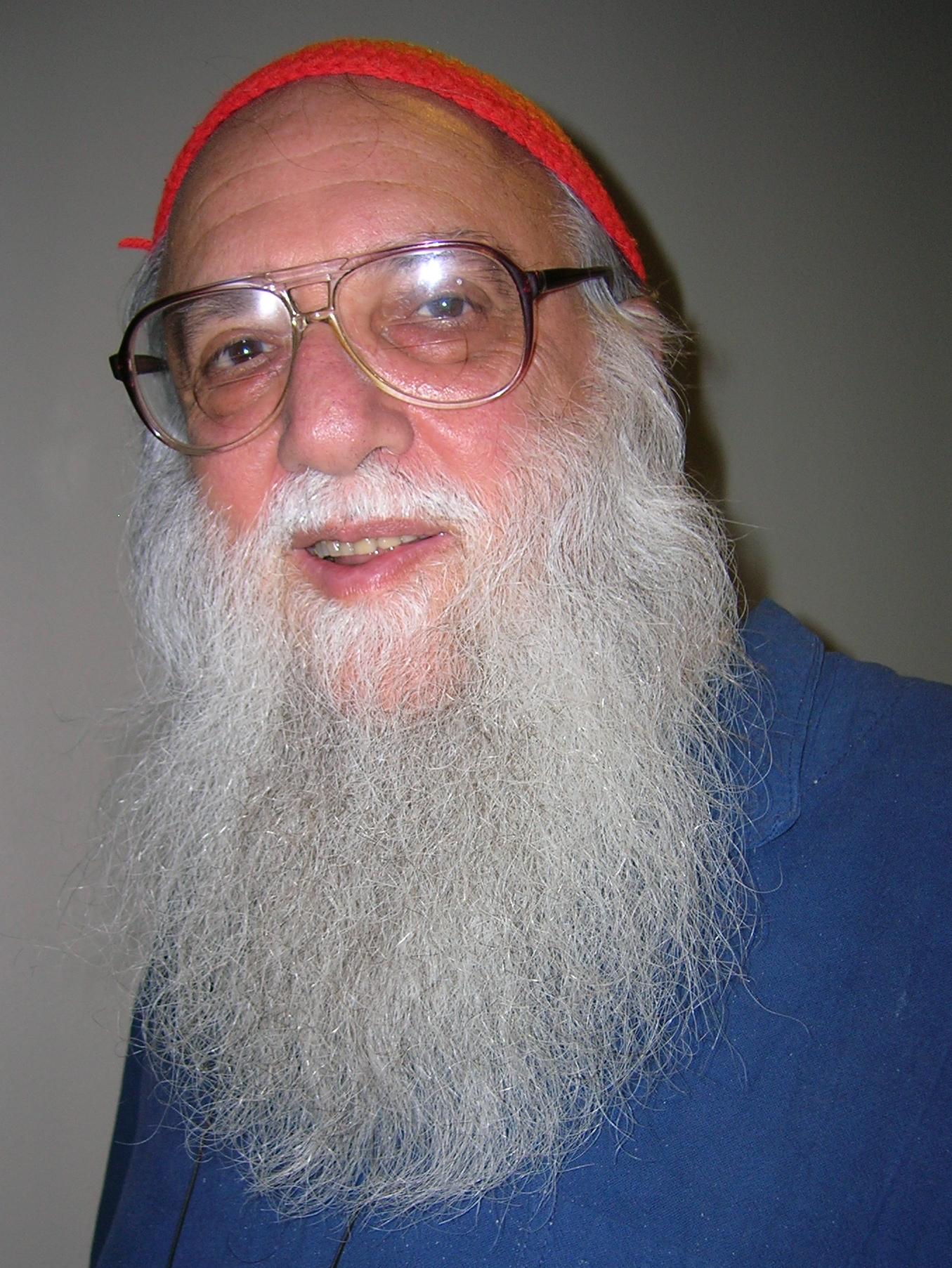
Arthur Waskow, uno de los pensadores más destacados del movimiento.

El líder más destacado del movimiento fue Zalman Schachter-Shalomi . Otros líderes, maestros y autores asociados con la Renovación Judía incluyen a Arthur Waskow, Michael Lerner, Tirzah Firestone, Phyllis Berman, Shefa Gold, David Ingber y Marcia Prager.
La Renovación Judía lleva la teoría y la práctica cabalísticas y jasídicas a un marco igualitario no ortodoxo, un fenómeno al que a veces se hace referencia como neo-jasidismo . Al igual que los judíos jasídicos, los judíos de la Renovación a menudo agregan a la adoración tradicional prácticas extáticas como la meditación, el canto y la danza . Al aumentar el ritual judío, algunos judíos de la Renovación toman prestado libre y abiertamente del budismo, el sufismo y otras religiones.

## Historia
La Renovación Judía, en su sentido más general, tiene su origen en las tendencias contraculturales judías norteamericanas de finales de la década de 1960 y principios de la de 1970. Durante este período, grupos de jóvenes rabinos, académicos y activistas políticos fundaron chavurot experimentales (singular: chavurah ) o "becas" para la oración y el estudio, en reacción a lo que percibían como un establecimiento judío norteamericano sobreinstitucionalizado y poco espiritual.
Inicialmente, la principal inspiración fue la comunidad pietista de los fariseos y otras sectas judías antiguas.
También inicialmente, algunos de estos grupos, como Havurat Shalom, en el área de Boston, intentaron funcionar como comunas de pleno derecho según el modelo de sus contrapartes seculares. Otros se formaron como comunidades dentro del establecimiento judío urbano o suburbano. Los fundadores de la havurot incluyeron al activista político liberal Arthur Waskow, Michael Strassfeld (quien más tarde se convirtió en rabino de una congregación conservadora y luego pasó a servir a una importante congregación reconstruccionista) y Zalman Schachter-Shalomi. Aunque el liderazgo y los privilegios rituales fueron inicialmente solo para hombres, como en la práctica judía ortodoxa, la segunda ola del feminismo estadounidense pronto condujo a la plena integración de las mujeres en estas comunidades.

### Havurot
Aparte de algunos artículos provisionales en Response y otras revistas estudiantiles judías, los primeros havurot atrajeron poca atención en la comunidad judía norteamericana en general. Luego, en 1973, Richard Siegel y Michael y Sharon Strassfeld lanzaron The Jewish Catalog: A Hágalo usted mismo. Siguiendo el modelo del Whole Earth Catalog, el libro sirvió como referencia básica sobre el judaísmo y la vida judía estadounidense, así como como un compendio lúdico de artesanías judías, recetas, prácticas de meditación e ideas de acción política, todas dirigidas a jóvenes adultos judíos descontentos. The Jewish Catalog se convirtió en uno de los libros más vendidos en la historia judía estadounidense hasta esa fecha y generó dos secuelas. Pronto surgió un movimiento havurot mucho más generalizado, que incluía havurot autónomo dentro de las sinagogas reformistas, conservadoras y reconstruccionistas .
Para 1980, un número creciente de havurot se había alejado de las prácticas de adoración judías estrictamente tradicionales, ya que los miembros añadieron lecturas y cánticos en inglés, poesía de otras tradiciones espirituales, instrumentos de percusión y, en general, un enfoque menos formal de la adoración.
En una entrevista (publicada en Zeek en 2012), la académica y folclorista Chava Weissler, que ha sido una "observadora participante" tanto en el movimiento Havurah como en la Renovación judía, expresó su sentido de las diferencias entre la Renovación judía y el movimiento Havurah como evolucionó:
"CW: A menudo uso la siguiente metáfora: el movimiento Havurah representa a los Misnagdim y el movimiento de Renovación a los Hasidim de la contracultura judía. El estilo del movimiento Havurah es más cognitivo y el estilo de Renovación es más expresivo y devocional. Además, el movimiento de Havurah tiene una profunda aversión al modelo " Rebe ", mientras que el movimiento de Renovación lo ha visto como un camino hacia una espiritualidad elevada.
ZEEK: La analogía jasidim / misnagdim es fascinante, aunque puedo ver cómo algunas personas en el movimiento Havurah podrían tener huesos para elegir.
CW: Especialmente porque nos veíamos a nosotros mismos como reinstaurando el jasidismo, o partes de él. Hace algunos años, un conocido profesor de Renovación enseñó en el Instituto Havurah. Le pregunté cómo lo sentía en comparación con Kallah y Renewal. Y él dijo, 'el movimiento havurah es tan poco espiritual, realmente me molestó ... cuando tienen una clase de estudio, entran, abren el texto, estudian, cierran el texto y listo. Cuando doy una clase, nos sentamos en silencio, abrimos nuestros corazones al texto, cantamos un niggun , estudiamos el texto, procesamos lo que nos ha pasado, luego cantamos otro niggun y nos sentamos en silencio nuevamente para recibir lo que he recibido.
¡Mis amigos de Havurah estaban indignados de que él dijera que el movimiento Havurah no es espiritual! Pero es un modelo diferente de espiritualidad y también de estudio .."

### B'nai O / P'nai Or
Zalman Schachter-Shalomi, un rabino de formación jasídica ordenado en el movimiento Lubavitch, rompió con el judaísmo ortodoxo a partir de la década de 1960 y fundó su propia organización, The B'nai Or Religious Fellowship, que describió en un artículo titulado "Toward an Order de B'nai Or ". "B'nai Or" significa "hijos" o "hijos" de la luz, y fue tomado del material de los Rollos del Mar Muerto, donde los "hijos de la luz" luchan contra los "hijos de las tinieblas". Schachter-Shalomi imaginó a B'nai Or como una comunidad semi-monástica tipo ashram, basada en los diversos modelos comunales prevalecientes en las décadas de 1960 y 1970. Esta comunidad nunca se materializó como él la imaginó, pero B'nai Or produjo varios líderes importantes en el movimiento de Renovación. También produjo el B'nai Or Newsletter, una revista trimestral que presentaba artículos sobre misticismo judío, historias jasídicas y la filosofía de Schachter-Shalomi. La cabecera de esta publicación decía: "B'nai Or es una comunidad judía establecida para el servicio de Di-s [sic]   través de la oración, la Torá, la celebración, la meditación, la tradición y el misticismo. Servimos como un centro para facilitar a las personas la búsqueda del judaísmo como una forma de vida espiritual ".
Schachter-Shalomi fue fuertemente influenciado por el sufismo del Islam y el budismo, y tradujo algunas de las oraciones  al hebreo . También se centró más en la vida urbana sostenible que en la cultura rural, y sugirió, por ejemplo, sótanos interconectados de casas en vecindarios urbanos que crearían un espacio colectivo (especialmente para las vacaciones), al tiempo que proporcionarían el nivel de privacidad que la vida secular había alentado. Algunas de estas ideas han influido en la economía urbana .[cita requerida]
En 1985, después de la primera reunión nacional de Kallah (conferencia) en Radnor, Pensilvania, el nombre se cambió de B'nai Or a P'nai Or ("Rostros de luz") para reflejar la perspectiva más igualitaria del movimiento feminista en ascenso. Junto con colegas como Arthur Waskow, Schachter-Shalomi amplió el enfoque de su organización. En 1993 se fusionó con The Shalom Center, fundado por Waskow, para convertirse en ALEPH: Alliance for Jewish Renewal.
En 1979, Waskow fundó una revista llamada Menorah, que exploraba y fomentaba muchos rituales creativos y cuestiones sociales desde una perspectiva judía. Fue en esta publicación que Waskow acuñó el término "Renovación judía". En 1986, Menorah se fusionó con The B'nai Or Newsletter para convertirse en New Menorah, ahora disponible en línea a través de ALEPH. La nueva versión de la publicación abordó el feminismo judío, la carrera de armamentos nucleares, nuevas formas de oración, justicia social, etc. Varios de los primeros temas de la Nueva Menorah exploraron los derechos de los homosexuales y se convirtieron en un catalizador importante para abrir esta discusión en las sinagogas más convencionales.
El director ejecutivo de ALEPH dijo en 2016 que se habían establecido 50 comunidades de renovación judía en Estados Unidos, Canadá, América Latina, Europa e Israel. En ese momento, los inicios de la institucionalización estaban en su lugar, en la forma de la organización sin fines de lucro ALEPH: Alliance for Jewish Renewal, la asociación rabínica OHaLaH y un programa de ordenación rabínica cada vez más formalizado pero no acreditado.

## Renovación y comunidad judía contemporánea
Las estadísticas sobre el número de judíos que se identifican a sí mismos como "Renovación" no están disponibles. Sin embargo, la evidencia de la influencia de la Renovación se puede encontrar en todo el espectro de afiliaciones denominacionales judías y en muchos otros ámbitos de la vida judía. No es raro que las congregaciones que no están asociadas con el movimiento de Renovación tengan muchas influencias de Renovación. Estos incluyen talleres sobre meditación judía y varias formas judaizadas de yoga que pueden incorporarse a los servicios religiosos. Los servicios de cánticos "y de" curación "se han vuelto cada vez más comunes.[cita requerida] Muchas melodías e innovaciones litúrgicas han encontrado su camino en los movimientos reformistas, conservadores y reconstruccionistas.[cita requerida] Rabinos y cantores capacitados por el Programa de Ordenación ALEPH, el Seminario de Renovación Judía, han comenzado a servir a las congregaciones  con otras afiliaciones y traer influencias informadas por la Renovación a estos entornos.[cita requerida]
La Renovación Judía es "parte del floreciente mundo del judaísmo transdenominacional: el creciente número de sinagogas, rabinos y grupos de oración que evitan la afiliación a una corriente judía". 
El rabino Marcia Prager escribió en 2005:
"La Renovación Judía es un "movimiento" en el sentido de una ola en movimiento, un esfuerzo de base para descubrir el significado moderno del judaísmo como práctica espiritual. Los renovadores judíos ven la "renovación" como un proceso que va más allá de las fronteras denominacionales y las estructuras institucionales, más similar a los movimientos multicéntricos de derechos civiles o de mujeres que a las denominaciones contemporáneas."

### Entrenamiento de ordenación
El Programa de Ordenación de ALEPH surgió del proyecto anterior del fundador de ALEPH, Reb Zalman, de capacitar y ordenar a un círculo interno de estudiantes, muchos de ellos con amplios antecedentes de yeshivá, para que sean organizadores comunitarios y líderes espirituales progresistas y progresistas.
El Programa de Ordenación de ALEPH ha crecido hasta convertirse en el seminario judío liberal riguroso más grande de América del Norte.[cita requerida], que comprende un Programa Rabínico, un Programa Pastor Rabínico (capacitando al clero judío especializado en cuidado pastoral), un Programa Cantorial y el Programa Hashpa'ah (capacitando Directores Espirituales Judíos).
Actualmente, hay más de 90 estudiantes matriculados de diferentes orígenes denominacionales en los EE. UU., Canadá, Europa e Israel, que estudian tanto a nivel local como a través de cursos y retiros de ALEPH. Los estudiantes rabínicos realizan un programa académico que comprende un mínimo de 60 cursos de posgrado y prácticas que cubren un amplio plan de estudios de educación rabínica. Los estudiantes de Cantorial son maestros en liturgia y nusach, música judía tradicional y contemporánea, tradiciones occidentales y no occidentales, y también cumplen con los requisitos del curso en historia, filosofía, texto, pensamiento y práctica judíos. Los pastores rabínicos son especialistas, capacitados para brindar sabiduría judía, dirección espiritual, apoyo y asesoramiento en la capellanía y en entornos congregacionales. El Programa Hashpa'ah ofrece una concentración de tres años en Estudios Judíos y Consejería y Orientación Espiritual Judía, lo que lleva a la Certificación como Mashpia / Director Espiritual.
Desde 1973, más de 200 líderes espirituales de la Renovación Judía han sido ordenados a través del Programa de Ordenación ALEPH y / o su predecesor, el Programa de Ordenación B'nai Or / P'nai Or.[cita requerida]
El Programa de Ordenación de ALEPH combina componentes residenciales y de baja residencia. Se ofrecen seminarios y cursos de un semestre a través de tecnología de videoconferencia en vivo; Se realizan "retiros" residenciales de invierno y verano de estudiantes y profesores para sesiones intensivas y prácticas.
AOP ofrece un título de Maestría en Divinidad totalmente acreditado y un título de Doctor en Ministerio en cooperación con el Seminario Teológico de Nueva York (NYTS).

## Crítica y respuesta

### Judaísmo de la Nueva Era
Críticos de la renovación judía  afirman que el movimiento enfatiza la experiencia espiritual individual y la opinión subjetiva sobre las normas comunitarias y la alfabetización textual judía; La renovación judía a veces es criticada  como New Age, "sensiblero" y estancado en la década de 1960.
El sitio web de ALEPH ofrece la siguiente respuesta:
"Las personas que no saben que la meditación, la danza, el canto y el misticismo han estado presentes en el judaísmo a lo largo de los siglos y, como algunos creen erróneamente, no se han relacionado con el judaísmo de otras culturas o de otras culturas, a veces se refieren a la Renovación judía como "Nueva Era" hecho de tela entera. Lamentablemente, algunas de nuestras creencias y prácticas auténticas y consagradas se han perdido debido a la asimilación, dejando a muchos judíos contemporáneos en gran parte inconscientes de ellas. Esta es una de las principales razones por las que tantos judíos espiritualmente sensibles han buscado expresión espiritual en otras tradiciones religiosas. Es una parte importante de la misión de ALEPH hacer que los tesoros "escondidos" del judaísmo sean conocidos y accesibles a estos buscadores"

### Integración
Muchas técnicas, ideas y prácticas de la Renovación Judía se han convertido en la corriente principal y ahora son familiares para los judíos de todas las denominaciones:
"Tres décadas después de que Reb Zalman comenzara a acercarse a los judíos privados de sus derechos con un enfoque práctico, con inflexiones místicas, radicalmente igualitario, litúrgicamente inventivo y neo-jasídico, muchas de las técnicas en las que fue pionero, desde la meditación hasta la descripción de Dios en nuevos términos, son ampliamente difundidas. empleado en entornos convencionales."
A pesar de la prevalencia de las prácticas, ideas y enseñanzas de la Renovación en todo el espectro denominacional, no siempre se conoce a la Renovación Judía ni se le atribuye el mérito de haber originado estas enseñanzas e ideas. "Nuestra influencia está penetrando mucho más profundamente en la corriente principal, pero sin reconocimiento", dijo el rabino Daniel Siegel . "Todavía hay mucha ignorancia y prejuicio hacia nosotros en otros movimientos".

### Desafíos
Como todos los movimientos religiosos, el movimiento enfrenta desafíos hoy. Algunos dentro de la comunidad de Renovación sostienen que el movimiento ha tenido más éxito en proporcionar "experiencias cumbre" extáticas ocasionales en los servicios de adoración y retiros espirituales que en inculcar una disciplina diaria de práctica religiosa. Otros han observado una tensión dentro de la comunidad entre aquellos que prefieren centrarse en el activismo social liberal en asuntos estadounidenses, de Oriente Medio y globales; y aquellos que favorecen un énfasis en la meditación, el estudio de textos y la adoración. Y como señala un artículo del verano de 2017 en The Forward, hay tensiones dentro de ALEPH que han llevado a muchos de sus líderes recientes y en particular a los más jóvenes que no están directamente asociados con los primeros años del movimiento a alejarse, prefiriendo buscar la renovación del judaísmo fuera de esa organización.
Estos, junto con el desafío de capacitar y reclutar a las futuras generaciones de líderes, se encuentran entre los problemas que enfrenta la Renovación Judía en la actualidad.